# Panurgus meridionalis
Panurgus meridionalis is een vliesvleugelig insect uit de familie Andrenidae. De wetenschappelijke naam van de soort is voor het eerst geldig gepubliceerd in 2005 door Patiny, Ortiz-Sánchez & Michez.